# Achim Hill
Achim Hill (n. 1 aprilie 1935, Berlin, Germania Nazistă – d. 4 august 2015, Berlin, Germania) a fost un canotor ce a reprezentat Germania, medaliat olimpic. A participat la 3 ediții ale Jocurilor Olimpice (1960, 1964, 1968) în care a câștigat două medalii de argint.